# Phegopteris heterolepia
Phegopteris heterolepia är en kärrbräkenväxtart som beskrevs av Cornelis Rugier Willem Karel van Alderwerelt van Rosenburgh. Phegopteris heterolepia ingår i släktet Phegopteris och familjen Thelypteridaceae. Inga underarter finns listade.